# Convento de Nuestra Señora de los Ángeles (Sebúlcor)
El Convento de Nuestra Señora de los Ángeles de la Hoz del Río Duratón fue un antiguo monasterio, hoy en ruinas. Se ubica en el fondo de la Hoz de Los Ángeles del cañón del río Duratón, en el término municipal de Sebúlcor, provincia de Segovia. Declarado Bien de Interés Cultural (BIC) por la Junta de Castilla y León el 13 de septiembre de 2012 (publicada la declaración en el Boletín Oficial de Castilla y León el 19 de septiembre de 2012).
La orden franciscana funda este convento en el año 1231. Los frailes permanecieron más de seiscientos años, hasta 1835 cuando, por las leyes desamortizadoras de Mendizábal, como tantos otros monasterios de España, hubo de ser abandonado para caer en la ruina. En su interior se veneraba a Nuestra Señora de los Ángeles de la Hoz.

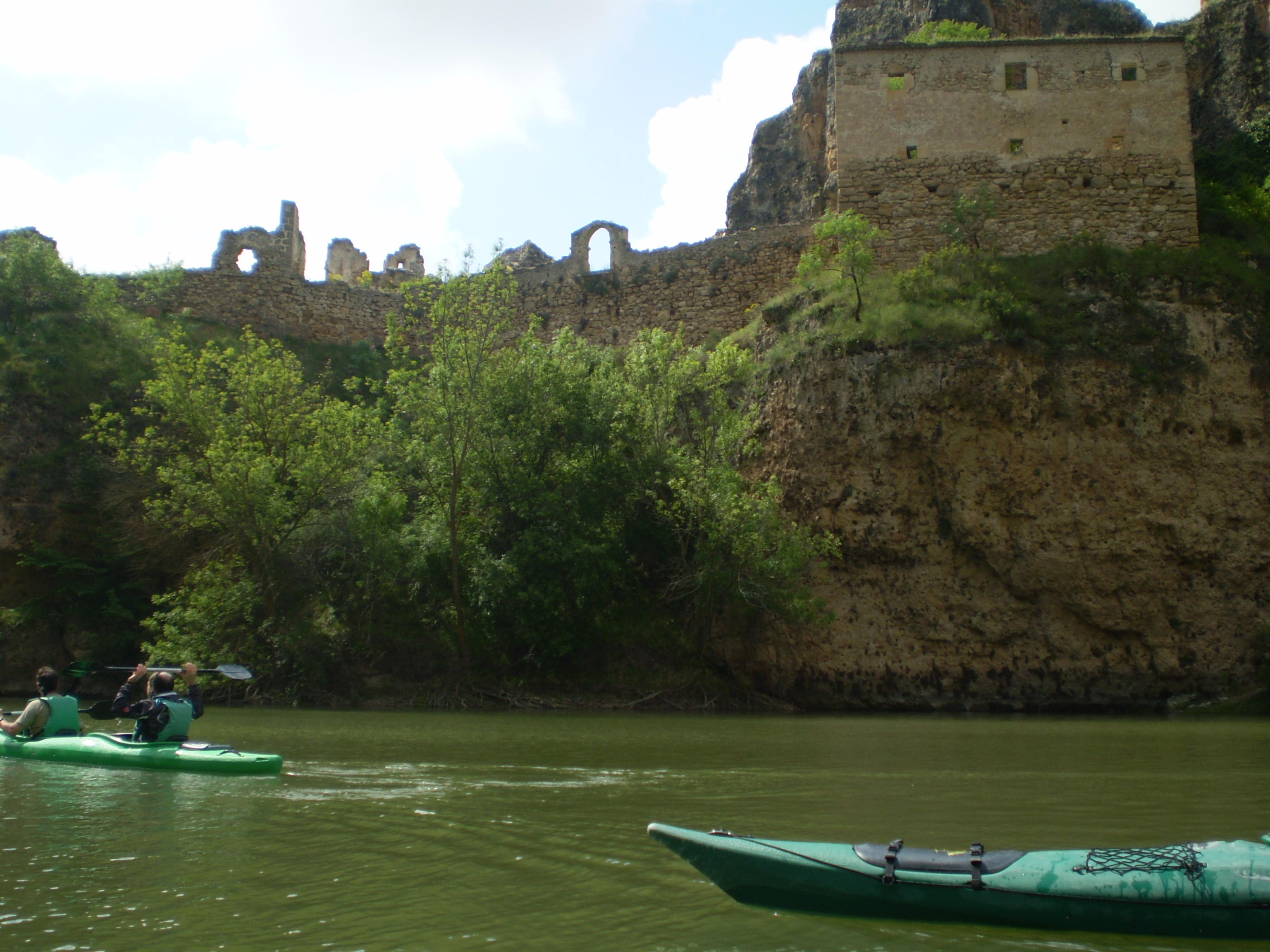
Monasterio de Nuestra Señora de los Ángeles de la Hoz.

## Ubicación y acceso
El monasterio se encuentra al norte del término municipal de Sebúlcor, al fondo del meandro de la Hoz. Ocupa una pequeña lengua de tierra que se adentra en el valle del río. La ubicación del convento fue descripta por Franciscano Fray Felipe Vázquez en su obra Historia de Nuestra Señora de los Ángeles de la Hoz (Valladolid, 1786) como sigue: 

Yace un convento en una profundidad horrenda. Yace, digo, porque esta como en una lóbrega sepultura.

Al construirse en 1953 el Embalse de Burgomillodo, que anegó la parte baja de las hoces del Duratón, se cerraron los dos caminos habituales de acceso al convento, el occidental, llamado "Portillo de las Tres Cruces", y el meridional, llamado "Portillo de Pedraza", y un tercer acceso, más dificultoso y menos utilizado conocido como "camino de Sepúlveda". En la actualidad, solo se puede acceder a las ruinas desde el embalse, a excepción de aquellos momentos del año en las que baja el nivel del pantano y se puede llegar caminando. 

## Descripción
Según se lee en la obra de Fray Felipe Vázquez, el monasterio contaba con 

… «una hermosa capilla o iglesia muy acomodada con dos naves, coro muy bueno, sacristía suficiente, hermoso camarín …/… Y para sus capellanes, pobres de solemnidad, el mismo corto espacio referido tiene una muy religiosa clausura, y convento, con todas las correspondientes oficinas, claustro alto, y bajo, tránsitos y dormitorios, y en suma no se echa de menos cosa alguna que tenga el mejor Convento de esta Santísima Provincia, y que pertenezca para la regularidad de una comunidad de Veinte y ocho religiosos, o treinta que suelen habitarle …/… Para obsequiar a los huéspedes devotos, hay también en dicho corto distrito una capacísima Casa, y plazuela, y es una admiración del ingenio, ver como en tan pequeño campo se ha hecho para todo esto lugar.

Después de su abandono la ruina ha ido apoderándose del lugar quedando en la actualidad algunos lienzos de fachadas sobre el borde de la península que conforma el meandro. La fachada sur medio permanece en pie con tres arcos. En estos muros se abren huecos de ventanas, puertas y galerías arqueadas. Todavía se pueden ver algunos escudos de armas labrados y pintados.

## Historia
Los cronistas franciscanos dan testimonio de que el convento fue fundado en el año 1231 por monjes de esa Orden. No hay documentos originales que daten su fundación ni permitan saber la historia de lugar antes de ese año.
Fray Felipe Vázquez señala que la existencia de un templo primitivo que remonta a antes de la invasión de los bárbaros (a finales del imperio romano) y señala que dicho templo estaba dedicado a la Virgen y a San Pantaleón (predicador y mártir del siglo III). Se ha verificado la existencia de una comunidad de eremitas que residía, aislados unos de otros o en pequeños grupos, en las cuevas de la zona. La más relevante de éstas es la cueva de los Siete Altares, gruta convertida en iglesia de origen visigótico. Este mismo monje, Fray Felipe, señala en su obra la existencia de monjes de la Orden de San Benito antes de la invasión árabe de la península. Se estima que en este mismo lugar habría alguna construcción religiosa perteneciente a los benedictinos.
Se tiene constancia de que el priorato de San Frutos fue donado por los reyes al Monasterio de Silos en el año 1076 y su iglesia fue consagrada en el año 1000, lo que confirma la presencia religiosa en el lugar.
La fundación franciscana está ligada con la fundación del convento de Ayllón y Fray Bernardo de Quintaval, primer ministro provincial de esa Orden en España así como con su sucesor Fray Juan de Parente que llegó a ser General de la Orden en 1230. Fray Felipe señala en su obra que 

Y así, cando llegaron los pobres evangélicos a pedir esta ermita de Nuestra Señora de los Ángeles, que ya los Benedictinos les habían prometido, con la venia y beneplácito del Señor Obispo fundaron este convento .../... Hecha, autorizada y confirmada esta donación, pasaron los Religiosos franciscanos en virtud de ella a tomar posesión del sitio, Iglesia, y eremitorio de la Hoz en el año de 1231: gobernando la Nave de San Pedro Nuestro Santísimo Padre Gregorio Nono, los Reinos de Castilla el Santo Rey don Fernando y la Iglesia y Obispado de Segovia, Don Bernardo.

El 7 de septiembre de 1492, en el transcurso de una tormenta, se derrumbó el convento pero se salvó la iglesia (donde estaba rezando maitines toda la comunidad). La reina Isabel la Católica encargó las obras de reconstrucción que terminó Felipe II, quien también añadió la hostería. Isabel la Católica era ferviente devota de la Virgen de la Hoz y visitó en varias ocasiones el convento, en donde tenía alojamiento propio. Sus armas aparecen en varias estancias del convento.
Felipe II lo visitó en 1565 y financió diferentes obras que dieron como resultado la construcción de una plaza y una casa de huéspedes. Hay testimonio de esto en una inscripción que dice El católico Felipe segundo rey de las Españas vino aquí año 1565 y dio limosna para esta plazuela y para toda la obra nueva de esta casa. 
En 1587 se crea el patronato de la iglesia por Francisco de Proaño, regidor perpetuo de la villa de Sepúlveda. Pasando después a Baltasar Gonzáles de Proaño, Caballero de la Orden de Alcántara.
En el año 1680 se funda en el convento el primer Colegio de misioneros de España que poco después, en 1683, se trasladaría al Convento de Sahagún.
Por desgracia, la desamortización de Mendizábal de 1835 supuso el abandono del convento y el comienzo de su ruina. La imagen de la Virgen de los Ángeles de la Hoz fue llevada a la iglesia de los Santos Justo y Pastor de Sepúlveda. Por motivo de las obras de restauración de dicho templo fue recogida por la familia Lara, descendiente de los patronos del monasterio, los Proaño. Tras la retirada de los frailes franciscanos permaneció en el convento una familia de guardas hasta mediados del siglo XX.
En el inventario que se realizó en la incautación de los bienes monacales se contaron 1263 libros en pergamino y algunos en tabla, un órgano barroco que fue adquirido por la iglesia parroquial de Fuentepiñel, un retablo que pasó a la iglesia de San Pedro de Gaíllos, otros retablos pasaron a la iglesia de María Magdalena de Sebúlcor, una colección de pinturas del siglo XV en manos privadas.
En Sebúlcor, municipio donde está el monasterio, la Asociación Amigos del Convento de la Hoz se encarga de mantener viva la memoria del convento. La asociación organizó durante más de diez años diversas actividades con el objetivo de conseguir que fuera declarado Bien de Interés Cultural.

## La tradición
La tradición cuenta que el origen del monasterio está en la aparición de la Virgen a un pastor que se llamaba Pedro. Se cree que la imagen fue ocultada por San Frutos en el año 711 o 714 para evitar que cayera en manos musulmanas. En el año 1125 es hallada la imagen y se devuelve a su antiguo lugar. Con la desamortización la imagen se traslada a la iglesia de San Justo, en Sepúlveda.
El relato describe el encuentro de esta forma, 

el pastor notó un resplandor sobre unas ruinas de un antiguo templo, a medida que oscurecía el día fue percibiendo la imagen de la Virgen que le habló diciéndole "Anda Pedro, y di al Prior de San Frutos venga luego a colocarme en aquel sitio (señalando la ruinosa ermita antigua), que es el mismo en que antes fui venerada". La comunicación de Pedro no fue creída por los monjes del priorato que se vio obligado volver junto a la Virgen la cual le volvió a realizar el mismo encargo. Esta vez cuando Pedro hablo con el prior este percibió un increíble brillo que dio pie a que el padre prior le siguiera. Cuando llegaron quedaron sorprendidos por el resplandor al pie de esta montaña, que es un extremo del Poyal que llaman del puente, por estar enfrente del puente antiguo. Hasta la cumbre subió milagrosamente el Prior a recoger la imagen. Después, colocaron a la Augustísima señora en la antigua ermita que fue su casa.